# محافظة جيلان
محافظة جيلان (بالفارسية استان گیلان) هي إحدى محافظات إيران الأحدی والثلاثين، ومركزها مدينة رشت، وتبلغ مساحة المحافظة 14711 كيلومتر مربع.
تقع هذه المحافظة بين خط 36.34 درجة وخط 38.27 درجة عرض شمالي، وبين خط 48.53 درجة وخط 50.34 درجة طول شرقي.
طول المحافظة من الشمال الغربي وحتى الجنوب الشرقي حوالي 235 كيلومتر وعرضها يتراوح من 25 إلى 105 كم، والمحافظة محاذية
لبحر قزوين.
ينتمي أهل جيلان إلى الكادوسيين من الشعوب الإيرانية، وكلمة جيلان تعني في الحقيقة «أرض الجيل» وهي كلمة بابلية الاصل. وكانت جيلان قديماً تسمى «الديلم» ويسمى سكانها «الديالمة».
وتوجد في جنوب المحافظة أجزاء من سلسلة جبال البرز تفصل المحافظة عن محافظة قزوين.
ويحد هذه المحافظة من الشمال بحر قزوين وجمهورية أذربيجان ومن الغرب محافظة أردبيل ومن الشرق محافظة مازندران ومن الجنوب محافظتي قزوين وزنجان.
تتكون المحافظة من 16 مركزاً ويوجد بها 48 مدينة وبلدة و 109 قرى.

## مدن محافظة جيلان
رشت، آستارا، أستانة أشرفية، أملش، بندر أنزلي، رضوان شهر، رودبار، رودسر، سياهكل، شفت، صومعة سرا، طوالش، فومن، لاهيجان، لنغرود، ماسال.

## التاریخ

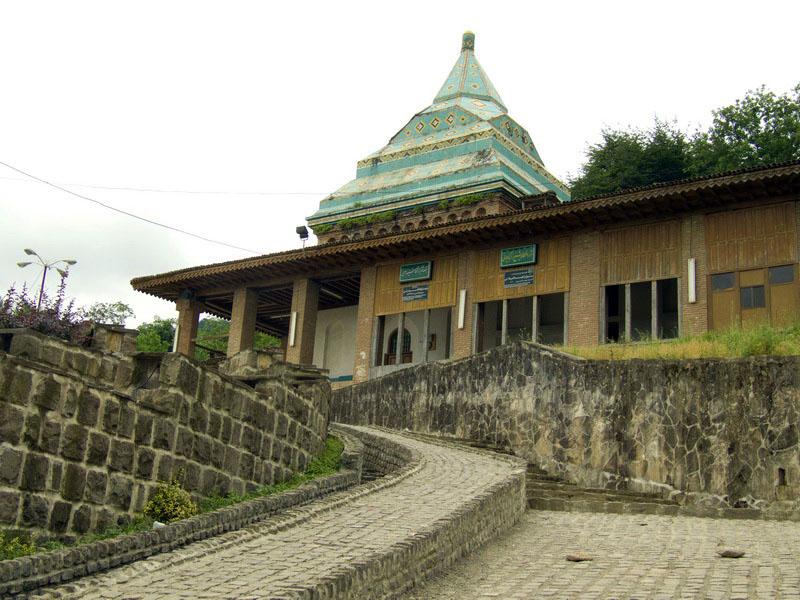
قبر الشيخ زاهد الجيلاني، يقع في قرية شيخانور بالقرب من لاهيجان، جيلان.

في العصور القديمة، كانت هذه المنطقة إحدى مقاطعات بلاد فارس المعروفة باسم الديلم (أحيانًا ديلمان أو ديلم أو ديلام). تتوافق منطقة الديلم مع منطقة جيلان الحديثة.

### الفترة القديمة
في بداية القرن العشرين، كشفت أعمال التنقيب في تل المارليك (التي تبلغ عمرها 3000 عام) عن الفخار وتماثيل صغيرة من الذهب والفضة والبرونز وأسلحة برونزية، وقبر ملكي من نفس الفترة، إلى جانب مجموعة كبيرة من الجواهرات. طريقة صنع هذه الأشياء ووفرة الذهب والفضة في هذه الآثار القديمة تدل على خبرة البناة وثروة أهل هذه الأرض في الماضي.
سكنت القبائل مثل القزوينيون والكادوسیون والآماردیون في ضاحية بحر قزوين قبل الميلاد. عاش القزوينيون على طول الشواطئ الجنوبية الغربية لبحر قزوين. ليس من الواضح ما إذا كانوا يعيشون أيضًا شمال أو جنوب نهر كورا (مأخوذة من اسم كورش الكبير). لابد أن يعتبرالقزوينيون إيرانيًا أو متأثرًا بشدة بالثقافة الإيرانية. يبدو أن جیلانیین (الرجال الجيلاني) الذين تم ذكرهم كمحاربين، دخلوا الشاطئ الجنوبي لبحر قزوين وغرب نهر أماردوس (فيما بعد سفيد رود) حوالي القرن الأول أو الثاني قبل الميلاد واستقروا هناك مع الدیلميين. تحدثوا باللهجة الشمالية لإيران، والتي كانت غير مفهومة إلى حد كبير للمتحدثين الفارسيين الآخرين.
وب سازان مرصاد

## الجغرافيا والمناخ
تتمتع جيلان بمناخ شبه استوائي رطب مع هطول أمطار غزيرة بهامش كبير في إيران: يصل ارتفاعها إلى 1900 ملم (75 بوصة) في الساحل الجنوبي الغربي وعمومًا حوالي 1400 ملم (55 بوصة). مدينة رشت، عاصمة المحافظة، معروفة دوليًا باسم «مدينة الأمطار الفضية» وفي إيران باسم «مدينة المطر».
حالة الطقس في محافظة جيلان: خلال أوائل الربيع، لا يزال الهواء به علامات على شتاء بارد وهناك أمطار عرضية. من أواخر أبريل انخفض هطول الأمطار وزيادة الرطوبة. وفي فصل الصيف تبلغ رطوبة الهواء الحد الأقصى، وفي فصل الخريف، هطول الأمطار مرتفع جدًا وفي ذروته، وفي فصل الشتاء، هناك انخفاض حاد في درجة الحرارة ويستمر هطول الأمطار على شكل ثلج.

## التقسيمات الإدارية
| الخريطة | الاختصار في الخريطة | المقاطعات |
| ------- | ------------------- | --------- |
|         |                     |           |
| AS      | آستارا              |           |
| AA      | أستانة أشرفية       |           |
| BA      | بندر أنزلي          |           |
| FM      | فومن                |           |
| RZ      | رضوان شهر           |           |
| LH      | لاهيجان             |           |
| LR      | لنغرود              |           |
| RT      | رشت                 |           |
| RS      | رودسر               |           |
| RB      | رودبار              |           |
| SS      | صومعة سرا           |           |
| SH      | شفت                 |           |
| MS      | ماسال               |           |
| TL      | طوالش               |           |
| SK      | سياهكل              |           |

## أعلام
- كوشيار
- أحمد قوام
- منصور بن عراق
- مصطفى زماني
- ملا حمزة الجيلاني